# Король славян
Коро́ль славя́н (лат. rex Sclavorum, Sclavorum rex) — титул, обозначающий некоторых славянских правителей, а также германских правителей, покоривших славян, в средние века в европейских источниках, таких как папская переписка.
Папское использование выделено жирным шрифтом.
Славянские правители
- Само, правитель славян (623—658); во Франкских анналах
- Драговит, правитель велетов (789 г.); в бывших анналах Меттенсеса в ок. 805[1]
- Трпимир I, правитель Хорватии (845—864); по ошибке Готшальком в 840-х гг.[2]
- Святополк I, правитель Моравии (870—894); Папой Стефаном V в 885 году[3]
- Михаил[англ.], правитель Захумье (913—926); ошибочно в Барийских анналах[4]
- Михайло Воиславлевич, правитель Дукли (1050—1081); Папой Григорием VII в 1077 году[5]
- Константин Бодин, правитель Дукли (1081—1101); по хронике Ордерика Виталия, относящейся к событиям 1096 г.[5]
- Стефан Драгутин, правитель Сербии (1276—1282) и Срема (1282—1316); Папой Николаем IV в 1288 году[6]

Неславянские правители
- Кнуд Лавард, датский принц (1120—1131); Аббот Вильгельм после 1129 г.[6]